# Antennarius multiocellatus
Antennarius multiocellatus, también conocido como pez rana en español, o Longlure frogfish en inglés, es un pez del océano Atlántico oeste, que ocasionalmente se tiene en acuarios marinos.

## Apariencia
Es un pequeño pez marino que alcanza los 20 cm de longitud. Tiene varias fases de colores que usa para su camuflaje. 

## Hábitat
Habita arrecifes de poca profundidad. Se encuentra a menudo en áreas de esponjas. Predador voraz. Se alimenta principalmente de peces, pero también consume crustáceos. Es ovíparo. 